# Pikárec
Pikárec (en allemand : Pikaretz) est une commune du district de Žďár nad Sázavou, dans la région de Vysočina, en République tchèque. Sa population s'élevait à 330 habitants en 2020.

## Géographie
Pikárec se trouve dans la zone de collines des monts de Bohême-Moravie, à 12 km au nord-est de Velké Meziříčí, à 20 km au sud-est de Žďár nad Sázavou, à 39 km à l'est-nord-est de Jihlava et à 143 km au sud-est de Prague.
La commune est limitée par Bobrůvka au nord, par Bobrová au nord-ouest, par Moravec et Radkov à l'est, par Horní Libochová et Jívoví au sud, et par Radenice au sud-ouest et à l'ouest.

## Histoire
La première mention écrite de la localité date de 1436.

## Transports
Par la route, Pikárec se trouve à 14,5 km au nord de Velké Meziříčí, à 23,5 km de Žďár nad Sázavou, à 49,5 km de Jihlava et à 170 km de Prague.